# The Best 2006
The Best 2006 è l'antologia di Enzo Jannacci.

## Il disco
Uscito nel dicembre 2006, l'album contiene i più grandi successi della cinquantennale carriera del cantautore milanese, tutti riarrangiati ad eccezione di quelli tratti dal disco Come gli aeroplani. Jannacci, come è solito fare in occasione dell'uscita di un suo Greatest Hits, ha composto 3 brani inediti: Rien ne va plus, Mamma che luna che c'era stasera e Il ladro di ombrelli. In più, nel secondo disco è presente una nuova versione di Bartali, cantata in coppia con il suo autore Paolo Conte.
Le foto della copertina e del libretto, oltre che gli arrangiamenti, sono del figlio Paolo.

## Tracce
- Disco 1

1. Rien ne va plus - (4:24)
2. Vengo anch'io. No, tu no - (2:42)
3. Parlare con i limoni - (5:00)
4. La fotografia - (4:59)
5. Giovanni telegrafista - (4:52)
6. Soldato Nencini - (4:00)
7. Ci vuole orecchio - (4:24)
8. E la vita la vita - (3:41)
9. Io e te - (3:28)
10. Vincenzina e la fabbrica - (5:30)
11. Se me lo dicevi prima - (4:33)
12. Il ladro di ombrelli - (3:13)
13. Mamma che luna che c'era stasera - (2:50)
14. Quelli che... - (6:01)
15. Donna che dormivi (A dona che te durmivet) - (5:55)
16. Sfiorisci bel fiore - (4:59)
17. La costruzione - (4:54)

- Disco 2

1. Bartali feat Paolo Conte - (3:26)
2. L'uomo a metà - (4:34)
3. Via del campo - (5:46)
4. Come gli aeroplani - (5:11)
5. Cesare - (4:28)
6. Lettera da lontano - (5:09)
7. Fotoricordo… Il mare - (4:22)
8. Quello che canta onliù - (4:02)
9. Niente domande - (3:35)
10. Sei minuti all'alba - (5:32)
11. Il duomo di Milano - (4:43)
12. Per un basin - (3:32)
13. Gli zingari - (4:13)
14. Andava a Rogoredo - (2:50)
15. Ohè sun chì - (1:46)
16. El portava i scarp del tennis - (4:50)
17. I mulini dei ricordi (Windmills of your mind) - (5:42)
18. Veronica - (2:45)

## Formazione
- Enzo Jannacci - voce
- Sergio Farina - chitarra acustica, chitarra elettrica
- Flaviano Cuffari - batteria, percussioni
- Paolo Jannacci - pianoforte, programmazione, sintetizzatore, fisarmonica
- Stefano Bagnoli - batteria, percussioni
- Paolo Conte - pianoforte
- Marco Ricci - basso, contrabbasso
- Massimo Pitzianti - fisarmonica
- Daniele Di Gregorio - batteria
- Roberto Gualdi - batteria, percussioni
- Jino Touche - contrabbasso
- Daniele Moretto - tromba, flicorno
- Michele Monestiroli - sax